# Osvaldo Bevilacqua
Osvaldo Bevilacqua (Orte, 20 dicembre 1940) è un giornalista, autore televisivo e conduttore televisivo italiano.

## Biografia
Nato a Orte da genitori calabresi, provenienti da Squillace e Chiaravalle Centrale.
Laureato in Economia e Commercio, ha iniziato la carriera al quotidiano Paese Sera e in seguito dirigendo a lungo il settimanale Turismo Domani. Dal 1973 è iscritto all'Ordine dei giornalisti come giornalista professionista.
Dal 1977 al 2019 ha lavorato per la Rai, fra gli altri incarichi nelle vesti di autore e conduttore di Sereno variabile (Rai 2), In viaggio con... Sereno Variabile (sempre Rai 2) e Occhio sul Cinema (Rai Cultura) e, dal 2009 al 2012, in quelle di direttore di Yes Italia. Sereno Variabile, il programma che gli darà maggior successo, nato nel 1978 e inizialmente intitolato Viaggiando viaggiando, e che è andato in onda fino al 2019, col tempo ha sviluppato una serie di inserti che ebbero altrettanta fortuna come il filone delle Interviste impossibili con personaggi della storia, della musica e della letteratura.
A Sereno variabile ha lavorato con quella che poi sarebbe diventata sua moglie, la giornalista Donatella Bianchi. Giornalista e teorico del giornalismo, ha insegnato giornalismo televisivo alla Libera università internazionale degli studi sociali Guido Carli (Luiss) ed è stato insignito del premio Fiuggi, tre volte del premio Chianciano e due del premio Saint-Vincent per il giornalismo.
È stato inoltre componente della commissione Cinema per i premi di qualità. Dal 2010 è ministro plenipotenziario a disposizione nel corpo diplomatico della Repubblica di San Marino. Nel 2015 Sereno variabile è entrato nel Guinness dei primati per essere stato il programma televisivo dedicato ai viaggi in onda ininterrottamente da più tempo con 36 anni di messa in onda ininterrotta. Inoltre è stato calcolato che Osvaldo Bevilacqua nella sua carriera ha percorso, in tutti i viaggi effettuati per il programma, 2.912.950 chilometri in Italia e in totale 13.950.000 chilometri in tutto il mondo.

## Opere
- L'Italia nascosta. Un Paese da scoprire con «Sereno variabile», Rai Eri, 2016, ISBN 9788839716712
- Antiche strade d'Italia. In cammino tra borghi, sapori e tradizioni, Rai Eri, 2017, ISBN 9788839717108
- Tesori e segreti di Roma. La città infinita, Rai Libri, 2018, ISBN 9788839717498
- Il paese dei mille paesi. Un viaggio in Italia raccontato da Osvaldo Bevilacqua, Rai Libri, 2019, ISBN 9788839717856

## Programmi televisivi
- Sereno variabile (Rete 2, 1977-1982; Rai 2, 1983-2019)